# Sciroppo di tarassaco
Lo sciroppo di tarassaco (in lingua tedesca Löwenzahnsirup o Löwenzahnhonig, in lingua friulana sirop di tàle, in lingua inglese dandelion syrup) o gelatina di tarassaco è un prodotto tipico di molte zone dove questa pianta cresce.  Per il colore, la dolcezza e la densità è impropriamente detto anche miele di tarassaco, sebbene ciò possa ingenerare confusione con il miele prodotto dalle api che visitano le piante di tarassaco.
Si ottiene dalla bollitura in acqua dei fiori di tarassaco, con aggiunta di zucchero e limone (o acido citrico). Viene utilizzato come bevanda, come dolcificante, ma anche - tradizionalmente - come rimedio per il mal di gola o come diuretico. In particolare in Italia è riconosciuto come prodotto agroalimentare tradizionale sia in Alto Adige che in Friuli-Venezia Giulia.